# Запис Милисављевића храст (Буљане)
Запис Милисављевића храст (Буљане) се налази на парцели чији је власник Милисављевић Томислав.

## Локација
| Општина             | Параћин                                                                     |
| Катастарска општина | Буљане                                                                      |
| Потес               | Врли поток                                                                  |
| Координате          | 43° 53′ 28″ С; 21° 30′ 12″ И / 43.891100000000002° С; 21.503399999999999° И |
| Надморска висина    | 186m                                                                        |

## Карактеристике
Дендрометријске вредности утврђене на терену и сателитским снимцима:
| Стабло                     | Храст |
| Висина стабла              | m     |
| Обим дебла                 | m     |
| Пречник крошње             | 12m   |
| Пречник дебла              | m     |
| Висина дебла до прве гране | m     |

## База записа
Запис је у оквиру Викимедија пројекта "Запис - Свето дрво" заведен под редним бројем 0408.